# Ревільяхіхедо
Острів Ревільяхіхедо (англ. Revillagigedo Island) — один з островів архіпелагу Олександра, розташований у штаті Аляска, Сполучені Штати Америки.

## Географія

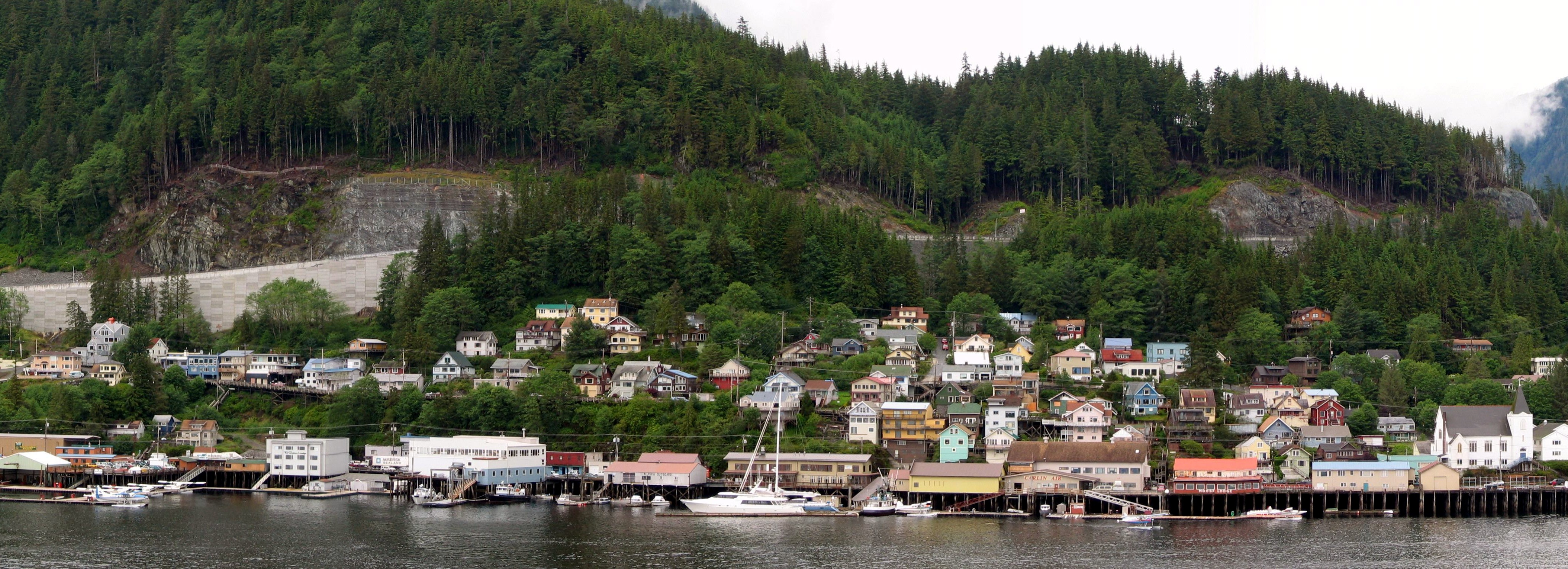
Вид на найбільше місто острова, Кетчикан

Острів омивається водами Аляскинської затоки, що у північних широтах Тихого океану. Відстань: до материка (на сході) — близько 1,5 км у найвужчій частині протоки Бем-Канал (Behm Canal) та 1,4 км на півночі; до острова Гравіна (на південному заході) — близько 300 метрів у найвужчій частині протоки Тонгасс-Нарровс (Tongass Narrows); до острова Аннетт (на півдні) — близько 1,2 км в самій вузькій частині протоки Ревільяхіхедо-Ченнел (Revillagigedo Channel). Лежить на території округу Кетчикан, на південному-сході штату Аляска. Простягся з півночі на південь на 89 км, при максимальній ширині до 48 км, довжина берегової лінії становить 577,8 км. Має площу — 2965,1 км² (9-те місце на Алясці, 12-те у США та 165-те у світі). Найвища вершина острова, гора Монт-Рейд, висотою 1399,6 м. Острів складається з вершин підводного гірського хребта, який тягнеться вздовж узбережжя Канади і Аляски. Рельєф гористий, береги круті, сильно порізані, головним чином фіордами. Острів складений переважно пізньопротерозойськими інтрузивними та метаморфічними породами.

## Населення
За переписом 2000 року на острові проживало 13 950 осіб, переважна більшість з них у міських населений пунктах: Кетчикан (7368 осіб, з передмістями — 13 025) та Саксман (431 особа) — обидва поселення розташовані в південній частині острова приблизно за 4 кілометри один від одного.

## Історія
Острів вперше європейцями був відкритий у 1792 році — іспанським мореплавцем Хасинто Кааманьйо (Jacinto Caamaño), а названий був англійським мореплавцем Джорджем Ванкувером в честь Хуана Вісенте-де-Гуемес (Juan Vicente de Güemes, 2nd Count of Revillagigedo), віце-короля Нової Іспанії в 1789-1794 роках .

## Економіка
Основними видами заняття місцевих жителів острова є рибальство (Кетчикан, крім іншого, називають «Світовою столицею лосося»), виробництво консервів, лісозаготівлі та туризм. На додаток до міст, декілька лісозаготівельних громад засновані на баржах, які рухаються по водних шляхах. Це служить незв'язаною системою лісозаготівельних доріг, які розташовані на острові та мають доступ до набережної.
На сусідньому острові Гравіна діє аеропорт «Кетчикан».